# Carea metaphaea
Carea metaphaea är en fjärilsart som beskrevs av George Francis Hampson 1912. Carea metaphaea ingår i släktet Carea och familjen trågspinnare. Inga underarter finns listade i Catalogue of Life.